# Bernhard Dowe
Bernhard Dowe (* 25. Oktober 1890 in Altona; † 25. September 1963 in Hamburg) war ein deutscher Verwaltungsbeamter, Geschäftsführer und Gewerkschaftsvorsitzender.

## Leben und Wirken
Bernhard Dowe, dessen Vater bereits 1900 starb, besuchte eine Volksschule. Nach einer kaufmännischen Lehre arbeitete er 1913 kurzzeitig als Matrose auf einem preußischen Verwaltungsschiff. Danach besuchte er die Oberrealschule Altona, die er nach einem Kurzlehrgang mit der Obersekundareife verließ. Während des Ersten Weltkriegs wurde er als Soldat schwer verwundet und 1918 aus der Armee entlassen. Danach arbeitete er als Bürogehilfe bei den Altonaer Gaswerken. Ab 1919 war er als Stadtsekretär in Altona beschäftigt. Von 1930 bis 1933 leitete er die städtische Wohlfahrtsstelle II, die seinerzeit als modernste soziale Einrichtung Altonas galt. 
Dowe, der seit 1919 der SPD angehörte, übernahm den Vorsitz der parteinahen Arbeiterwohlfahrt in Altona. Außerdem gehörte er als „hinzugezogener Bürger“ der Wohlfahrtskommission der Stadtverordnetenversammlung von Altona an. 1922 gründete er die Reichsgewerkschaft Deutscher Kommunalbeamter (RDK) mit, die dem Dachverband ADB angehörte und mit Komba und dem Deutschen Beamtenbund (DBB) konkurrierte. Dowe übernahm nach der Gründung den Vorsitz der RDK.
Während der Zeit des Nationalsozialismus musste Dowe aufgrund seiner politischen Einstellung und Aktivitäten 1933 den vorzeitigen Ruhestand antreten. Dennoch erhielt er von 1939 bis 1945 als Aushilfe eine Stelle als Widerrufsbeamter beim Ernährungsamt der Stadt, das in der Gemeindeverwaltung angesiedelt war. Nach Ende des Zweiten Weltkriegs arbeitete er ab Oktober 1945 als Abteilungs- und Dienststellenleiter beim Ortsamt Altona. 1947 übernahm er als Gründungsmitglied den Vorsitz des Hamburger DBB. 1952 beförderte ihn das Ortsamt zum Verwaltungsdirektor.
Dowe hatte vor dem Zweiten Weltkrieg eng mit Max Brauer zusammengearbeitet, der seinerzeit in Altona als Bürgermeister amtierte. Brauer, der 1947 das Amt des Hamburger Bürgermeisters übernommen hatte, ordnete Dowes Ernennung zum Hauptgeschäftsführer der Deutschen Hilfsgemeinschaft an. Vom 15. Januar 1947 bis 1954 widmete sich Dowe in dieser Position kreativ und mit großem persönlichen Einsatz insbesondere Kriegsheimkehrern, die integriert werden mussten. Außerdem unterstützte die Einrichtung deren Familienangehörigen finanziell. Während seiner Amtszeit richtete die Hilfsgemeinschaft eine Schule für Blindenhunde ein. Außerdem gründete die Institution die Elsa-Brandström-Siedlung, die Platz für 52 Menschen bot.
Dowe erachtete den Umgang der Britischen Militärregierung mit den Beschäftigten im öffentlich Dienst als ungenügend. Auch die neuen Gewerkschaften kümmerten sich aus seiner Sicht nicht ausreichend um deren Belange. Daher gründete er gemeinsam mit früheren Mitgliedern der Beamtengewerkschaft am 3. Oktober 1947 die Deutsche Beamtengewerkschaft Hamburg, die 1961 zum Hamburger Landesbund des DBB wurde. Am 21. Juli 1948 übernahm er den Vorsitz der vorläufigen Bundesleitung der Beamtengewerkschaft der Britischen Besatzungszone. Er bemühte sich viele Jahre, den 1949 neugegründeten DBB zum Anschluss an den Deutschen Gewerkschaftsbund zu bewegen, hatte damit jedoch keinen Erfolg.
1960 erhielt Dowe für seine Tätigkeiten das Bundesverdienstkreuz.